# Cândești (Botoșani)
Cândeşti é uma comuna romena localizada no distrito de Botoşani, na região de Moldávia . A comuna possui uma área de 33.41 km² e sua população era de 2223 habitantes segundo o censo de 2007.